# Rúrik Gíslason
Rúrik Gíslason (ur. 25 lutego 1988 w Reykjavíku) – islandzki piłkarz występujący na pozycji pomocnika lub napastnika, w latach 2009–2019 reprezentant Islandii.

## Życiorys

### Kariera klubowa
Rozpoczynał karierę w zespołach młodzieżowych HK Kópavogur i RSC Anderlecht. Z Anderlechtu w grudniu 2004 powrócił do drużyny HK Kópavogur, ale tym razem był już podstawowym zawodnikiem tego klubu. W lidze islandzkiej rozegrał 15 meczów, strzelił 1 bramkę. Wkrótce dostrzegli go skauci Charlton Athletic i przeszedł do klubu z Premiership w sierpniu 2005 roku. W tym klubie spędził dwa sezony, nie rozegrał żadnego meczu i latem 2007 roku przeszedł do Viborg FF, jednak nie uratował klubu przed spadkiem z Superligaen. Sezon 2008/2009 był dla niego najlepszy w całej swojej karierze – w 20 meczach strzelił 14 goli, zaliczył jedną asystę. W lipcu 2009 za 800 tys. euro kupił go czołowy duński klub Odense BK. 3 września 2012 przeszedł do FC København i w sezonie 2012/2013 wywalczył z nim mistrzostwo kraju. Następnie był zawodnikiem niemieckich klubów 1. FC Nürnberg i SV Sandhausen.
10 listopada 2020, w wieku 32 lat ogłosił zakończenie kariery piłkarskiej.

### Kariera reprezentacyjna
Grał w drużynach juniorskich, w których spisywał się bardzo dobrze, co zaowocowało powołaniem do seniorskiej kadry Islandii. W seniorskiej reprezentacji Islandii zadebiutował 22 marca 2009 na stadionie Korinn (Kópavogur) w przegranym 1:2 meczu towarzyskim przeciwko Wyspom Owczym.

### Kariera polityczna
Był kandydatem centroprawicowej Partii Niepodległości w islandzkich wyborach parlamentarnych 2016 i 2017.